# غريس مكدونالد
غريس مكدونالد (بالإنجليزية: Grace McDonald)‏ هي ممثلة أمريكية، ولدت في 15 يونيو 1918، وتوفيت في 30 أكتوبر 1999 بسبب ذات الرئة.

## وصلات خارجية
- غريس مكدونالد على موقع IMDb (الإنجليزية)
- غريس مكدونالد على موقع قاعدة بيانات برودواي على الإنترنت (الإنجليزية)
- غريس مكدونالد على موقع قاعدة بيانات الفيلم (الإنجليزية)